# 水保村
水保村（みずほむら）は福島県信夫郡にあった村。現在の福島市西部、主に荒川・須川に挟まれた区域にあたる。

## 地理
- 山：吾妻小富士
- 河川：荒川、須川

## 歴史
- 1889年（明治22年）4月1日 - 町村制の施行により、土船村、庄野村、桜本村の区域をもって発足。
- 1956年（昭和31年）9月30日 - 大庭村・野田村と合併して吾妻村が発足。同日水保村廃止。
- 1962年（昭和37年）11月1日 - 吾妻村が町制施行して吾妻町となる。
- 1968年（昭和43年）10月1日 - 吾妻町が福島市に編入。

## 名所・旧跡・観光スポット・祭事・催事
- 信夫温泉
- 微温湯温泉